# FA Cup 2012/13
Der FA Cup 2012/13 war die 132. Austragung des weltweit ältesten Fußballpokalturniers; The Football Association Challenge Cup, oder FA Cup. Diese Pokalsaison begann mit 758 Vereinen.
Der Pokalwettbewerb startete am 11. August 2012 mit der Extra-Vorrunde und endete mit dem Finale im Wembley Stadium in London am 11. Mai 2013. Der Sieger des Wettbewerbes wurde erstmals Wigan Athletic. Außerdem gewann zum ersten Mal seit 1988 ein Verein seinen ersten FA Cup.

## Kalender
| Runde                              | Datum              | Spiele | Vereine   | Neueinstiege | Prämien                                  | Spieler der Runde                     |
| ---------------------------------- | ------------------ | ------ | --------- | ------------ | ---------------------------------------- | ------------------------------------- |
| Extra-Vorrunde                     | 11. August 2012    | 200    | 758 → 558 | 400          | £ 1.000                                  | keiner                                |
| Vorrunde                           | 25. August 2012    | 166    | 558 → 392 | 132          | £ 1.750                                  | keiner                                |
| Erste Qualifikationsrunde          | 8. September 2012  | 116    | 392 → 276 | 66           | £ 3.000                                  | Scott Murray (Clevedon Town)          |
| Zweite Qualifikationsrunde         | 22. September 2012 | 80     | 276 → 196 | 44           | £ 4.500                                  | Nicky Platt (FC United of Manchester) |
| Dritte Qualifikationsrunde         | 6. Oktober 2012    | 40     | 196 → 156 | keine        | £ 7.500                                  | Kieran Lavery (FC South Park)         |
| Vierte Qualifikationsrunde         | 20. Oktober 2012   | 32     | 156 → 124 | 24           | £ 12.500                                 | Andre Gray (Luton Town)               |
| Erste Hauptrunde                   | 3. November 2012   | 40     | 124 → 84  | 48           | £ 18.000                                 | Ryan Bowman (Hereford United)         |
| Zweite Hauptrunde                  | 1. Dezember 2012   | 20     | 84 → 64   | keine        | £ 27.000                                 | Danny Hilton (Aldershot Town)         |
| Dritte Hauptrunde                  | 5. Januar 2013     | 32     | 64 → 32   | 44           | £ 67.500                                 | Alex Lawless (Luton Town)             |
| Vierte Hauptrunde                  | 26. Januar 2013    | 16     | 32 → 16   | keine        | £ 90.000                                 | Scott Rendell (Luton Town)            |
| Fünfte Hauptrunde                  | 16. Februar 2013   | 8      | 16 → 8    | keine        | £ 180.000                                | Matt Smith (Oldham Athletic)          |
| Sechste Hauptrunde (Viertelfinale) | 9. März 2013       | 4      | 8 → 4     | keine        | £ 360.000                                | Juan Mata (FC Chelsea)                |
| Halbfinale                         | 13.–14. April 2013 | 2      | 4 → 2     | keine        | Sieger: £ 900.000 Verlierer: £ 450.000   | Shaun Maloney (Wigan Athletic)        |
| Finale                             | 11. Mai 2013       | 1      | 2 → 1     | keine        | Sieger: £ 1.800.000 Verlierer: £ 900.000 | Callum McManaman (Wigan Athletic)     |

## Modus
Kompletter Überblick bei: FA Cup
Der FA Cup wird in Runden ausgespielt. Teilnehmen kann jede Mannschaft, die ein bestimmtes Leistungsniveau hat und ein angemessenes Spielfeld besitzt. Die Paarungen jeder Runde werden in einer offenen Auslosung ohne Setzliste ausgelost. Die zuerst gezogene Mannschaft hat Heimrecht. Endet das Spiel unentschieden, findet ein Rückspiel auf dem Platz der anderen Mannschaft statt. Endet das Rückspiel ebenfalls unentschieden geht das Spiel in Verlängerung bzw. Elfmeterschießen. Dieser Modus geht bis zur sechsten Hauptrunde. Ab dem Halbfinale gibt es nur ein Spiel ggf. mit Verlängerung und Elfmeterschießen.
Einige Mannschaften sind von bestimmten Runden freigestellt:
- In der zweiten Qualifikationsrunde kommen die Mannschaften der Conference North/South (6. Spielklasse des englischen Ligabetriebes) hinzu.
- In der vierten Qualifikationsrunde kommen die Mannschaften der Conference National (5. Spielklasse des englischen Ligabetriebes) hinzu.
- In der ersten Hauptrunde kommen die Mannschaften der League 1 und 2 der Football League (3. und 4. Spielklasse des englischen Ligabetriebes) hinzu.
- In der dritten Hauptrunde am ersten Januarwochenende kommen die Mannschaften des Football League Championship (2. Spielklasse des englischen Ligabetriebes) und der Premier League (1. Spielklasse des englischen Ligabetriebes) hinzu

Die Halbfinalspiele finden auf neutralem Platz, das Finale im Wembley-Stadion statt.
Jeder Sieger erhält eine Prämie aus den Fernsehgeldern, die nach Runde gestaffelt ist.

## Hauptrunde

### Erste Hauptrunde
In der ersten Hauptrunde treten die jeweils 24 Mannschaften der Football League One bzw. Two in den Wettbewerb ein.
Die Auslosung der ersten Hauptrunde fand am 21. Oktober 2012 statt. Die Spiele wurden vom 2. bis 15. November 2012 ausgetragen.
|                        | Ergebnis |                      | Zuschauer |
| ---------------------- | -------- | -------------------- | --------- |
| Cambridge City         | 0:0      | Milton Keynes Dons   | 1.564     |
| Hereford United        | 3:1      | Shrewsbury Town      | 3.251     |
| FC Boreham Wood        | 0:2      | FC Brentford         | 1.459     |
| Kidderminster Harriers | 0:2      | Oldham Athletic      | 2.888     |
| Chelmsford City        | 3:1      | Colchester United    | 3.016     |
| Metropolitan Police    | 1:2      | Crawley Town         | 1.485     |
| Luton Town             | 1:1      | Nuneaton Town        | 3.089     |
| FC Portsmouth          | 0:2      | Notts County         | 7.560     |
| Bishop’s Stortford FC  | 1:2      | Hastings United      | 1.212     |
| Fleetwood Town         | 3:0      | FC Bromley           | 1.696     |
| Forest Green Rovers    | 2:3      | Port Vale            | 1.753     |
| Torquay United         | 0:1      | Harrogate Town       | 1.817     |
| AFC Bournemouth        | 4:0      | Dagenham & Redbridge | 5.827     |
| FC Morecambe           | 1:1      | AFC Rochdale         | 1.839     |
| Swindon Town           | 0:2      | Macclesfield Town    | 6.408     |
| Cheltenham Town        | 3:0      | Yate Town            | 3.055     |
| Coventry City          | 3:0      | Arlesey Town         | 6.594     |
| York City              | 1:1      | AFC Wimbledon        | 2.752     |
| FC Bury                | 1:0      | Exeter City          | 1.821     |
| FC Chesterfield        | 6:1      | Hartlepool United    | 3.083     |
| Doncaster Rovers       | 3:1      | Bradford Park Avenue | 4.062     |
| FC Gillingham          | 4:0      | Scunthorpe United    | 4.017     |
| Aldershot Town         | 2:1      | FC Hendon            | 1.822     |
| Lincoln City           | 1:1      | FC Walsall           | 2.032     |
| FC Wrexham             | 2:4      | Alfreton Town        | 2.049     |
| Southend United        | 3:0      | Stockport County     | 3.084     |
| Crewe Alexandra        | 4:1      | Wycombe Wanderers    | 2.417     |
| Bristol Rovers         | 1:2      | Sheffield United     | 4.712     |
| Mansfield Town         | 0:0      | Slough Town          | 1.686     |
| Barnet                 | 0:2      | Oxford United        | 2.346     |
| Rotherham United       | 3:2      | FC Stevenage         | 4.324     |
| AFC Fylde              | 1:4      | Accrington Stanley   | 1.213     |
| Guiseley               | 2:2      | AFC Barrow           | 1.605     |
| Northampton Town       | 1:1      | Bradford City        | 2.512     |
| Preston North End      | 3:0      | Yeovil Town          | 4.757     |
| Carlisle United        | 4:2      | Ebbsfleet United     | 2.373     |
| Burton Albion          | 3:3      | Altrincham           | 1.989     |
| Dorchester Town        | 1:0      | Plymouth Argyle      | 3.196     |
| Braintree Town         | 0:3      | Tranmere Rovers      | 1.503     |
| Gloucester City        | 0:2      | Leyton Orient        | 1.381     |

#### Wiederholungsspiele
|                    | Ergebnis              |                  | Zuschauer |
| ------------------ | --------------------- | ---------------- | --------- |
| Milton Keynes Dons | 6:1                   | Cambridge City   | 4.126     |
| Nuneaton Town      | 0:2                   | Luton Town       | 4.126     |
| AFC Rochdale       | 0:1                   | FC Morecambe     | 1.675     |
| AFC Wimbledon      | 4:3 n. V.             | York City        | 1.954     |
| FC Walsall         | 2:3 n. V.             | Lincoln City     | 1.752     |
| Slough Town        | 1:1 n. V. (4:1 i. E.) | Mansfield Town   | 1.593     |
| AFC Barrow         | 1:0                   | Guiseley         | 1.402     |
| Bradford City      | 3:3 n. V. (4:2 i. E.) | Northampton Town | 2.952     |
| Altrincham         | 0:2                   | Burton Albion    | 2.428     |

### Zweite Hauptrunde
Die Auslosung der zweiten Hauptrunde fand am 4. November 2012 statt.
Die Spiele wurden vom 30. November 2012 bis 12. Dezember 2012 absolviert.
|                    | Ergebnis |                   | Zuschauer |
| ------------------ | -------- | ----------------- | --------- |
| Bradford City      | 1:1      | FC Brentford      | 3.620     |
| Preston North End  | 2:0      | FC Gillingham     | 5.271     |
| FC Bury            | 1:1      | Southend United   | 2.391     |
| Sheffield United   | 2:1      | Port Vale         | 10.215    |
| Carlisle United    | 1:3      | AFC Bournemouth   | 2.980     |
| Crewe Alexandra    | 0:1      | Burton Albion     | 3.065     |
| Luton Town         | 2:1      | Dorchester Town   | 3.287     |
| Oldham Athletic    | 3:1      | Doncaster Rovers  | 2.783     |
| Tranmere Rovers    | 2:1      | FC Chesterfield   | 3.781     |
| Rotherham United   | 1:1      | Notts County      | 7.903     |
| AFC Barrow         | 1:1      | Macclesfield Town | 1.179     |
| Accrington Stanley | 3:3      | Oxford United     | 4.048     |
| Lincoln City       | 3:3      | Mansfield Town    | 4.127     |
| Harrogate Town     | 1:1      | Hastings United   | 2.986     |
| Coventry City      | 2:1      | FC Morecambe      | 6.399     |
| Crawley Town       | 3:0      | Chelmsford City   | 3.012     |
| Fleetwood Town     | 2:3      | Aldershot Town    | 1.757     |
| Milton Keynes Dons | 2:1      | AFC Wimbledon     | 16.459    |
| Alfreton Town      | 2:4      | Leyton Orient     | 1.104     |
| Cheltenham Town    | 1:1      | Hereford United   | 5.070     |

#### Wiederholungsspiele
|                   | Ergebnis              |                    | Zuschauer |
| ----------------- | --------------------- | ------------------ | --------- |
| FC Brentford      | 4:2 n. V.             | Bradford City      | 2.643     |
| Southend United   | 1:1 n. V. (3:2 i. E.) | FC Bury            | 3.043     |
| Notts County      | 0:3                   | Rotherham United   | 2.990     |
| Macclesfield Town | 4:1                   | AFC Barrow         | 1.554     |
| Oxford United     | 2:0                   | Accrington Stanley | 2.566     |
| Mansfield Town    | 2:1                   | Lincoln City       | 5.304     |
| Hastings United   | 1:1 (5:4 i. E.)       | Harrogate Town     | 4.028     |
| Hereford United   | 1:2 n. V.             | Cheltenham Town    | 5.026     |

### Dritte Hauptrunde
In dieser Runde treten die Mannschaften der FA Premier League (20 Teams) und die Mannschaften des Football League Championship (24 Teams) in den Wettbewerb ein.
Die Auslosung der dritten Hauptrunde fand am 2. Dezember 2012 statt.
Die Spiele wurden vom 5. Januar 2013 bis 7. Januar 2013 absolviert.
|                        | Ergebnis |                         | Zuschauer |
| ---------------------- | -------- | ----------------------- | --------- |
| Crystal Palace         | 0:0      | Stoke City              | 13.693    |
| Brighton & Hove Albion | 2:0      | Newcastle United        | 21.740    |
| Tottenham Hotspur      | 3:0      | Coventry City           | 35.766    |
| Wigan Athletic         | 1:1      | AFC Bournemouth         | 8.199     |
| FC Fulham              | 1:1      | FC Blackpool            | 14.473    |
| Aston Villa            | 2:1      | Ipswich Town            | 24.854    |
| Charlton Athletic      | 0:1      | Huddersfield Town       | 6.657     |
| Macclesfield Town      | 2:1      | Cardiff City            | 3.165     |
| FC Barnsley            | 1:0      | FC Burnley              | 5.091     |
| Manchester City        | 3:0      | FC Watford              | 46.821    |
| Swansea City           | 2:2      | FC Arsenal              | 18.848    |
| Leicester City         | 2:0      | Burton Albion           | 14.463    |
| FC Millwall            | 1:0      | Preston North End       | 5.364     |
| Cheltenham Town        | 1:5      | FC Everton              | 6.891     |
| Derby County           | 5:0      | Tranmere Rovers         | 11.740    |
| Crawley Town           | 1:3      | FC Reading              | 5.880     |
| Aldershot Town         | 3:1      | Rotherham United        | 2.992     |
| FC Middlesbrough       | 4:1      | Hastings United         | 12.575    |
| Oxford United          | 0:3      | Sheffield United        | 7.709     |
| FC Southampton         | 1:5      | FC Chelsea              | 27.813    |
| Queens Park Rangers    | 1:1      | West Bromwich Albion    | 8.984     |
| Peterborough United    | 0:3      | Norwich City            | 13.198    |
| Mansfield Town         | 1:2      | FC Liverpool            | 7.574     |
| Bolton Wanderers       | 2:2      | AFC Sunderland          | 12.204    |
| Nottingham Forest      | 2:3      | Oldham Athletic         | 11.293    |
| West Ham United        | 2:2      | Manchester United       | 32.922    |
| Hull City              | 1:1      | Leyton Orient           | 8.585     |
| Blackburn Rovers       | 2:0      | Bristol City            | 5.504     |
| Leeds United           | 1:1      | Birmingham City         | 11.447    |
| Southend United        | 2:2      | FC Brentford            | 5.540     |
| Luton Town             | 1:0      | Wolverhampton Wanderers | 9.638     |
| Sheffield Wednesday    | 0:0      | Milton Keynes Dons      | 11.462    |

#### Wiederholungsspiele
|                      | Ergebnis  |                     | Zuschauer |
| -------------------- | --------- | ------------------- | --------- |
| Stoke City           | 4:1 n. V. | Crystal Palace      | 11.617    |
| AFC Bournemouth      | 0:1       | Wigan Athletic      | 8.890     |
| FC Blackpool         | 1:2 n. V. | FC Fulham           | 8.706     |
| FC Arsenal           | 1:0       | Swansea City        | 58.359    |
| West Bromwich Albion | 0:1       | Queens Park Rangers | 11.184    |
| AFC Sunderland       | 0:2       | Bolton Wanderers    | 17.505    |
| Manchester United    | 1:0       | West Ham United     | 71.081    |
| Leyton Orient        | 1:2 n. V. | Hull City           | 3.601     |
| Birmingham City      | 1:2       | Leeds United        | 8.962     |
| FC Brentford         | 2:1       | Southend United     | 6.526     |
| Milton Keynes Dons   | 2:0       | Sheffield Wednesday | 6.782     |

### Vierte Hauptrunde
Die Auslosung der vierten Hauptrunde fand am 6. Januar 2013 statt.
Die Spiele wurden vom 25. bis 27. Januar 2013 absolviert.
|                        | Ergebnis |                    | Zuschauer |
| ---------------------- | -------- | ------------------ | --------- |
| Norwich City           | 0:1      | Luton Town         | 26.521    |
| Oldham Athletic        | 3:2      | FC Liverpool       | 10.295    |
| Macclesfield Town      | 0:1      | Wigan Athletic     | 5.849     |
| Derby County           | 0:3      | Blackburn Rovers   | 14.013    |
| Hull City              | 0:1      | FC Barnsley        | 9.932     |
| FC Middlesbrough       | 2:1      | Aldershot Town     | 12.684    |
| FC Millwall            | 2:1      | Aston Villa        | 15.007    |
| Leeds United           | 2:1      | Tottenham Hotspur  | 29.943    |
| Brighton & Hove Albion | 2:3      | FC Arsenal         | 27.113    |
| Stoke City             | 0:1      | Manchester City    | 19.814    |
| Manchester United      | 4:1      | FC Fulham          | 72.596    |
| FC Brentford           | 2:2      | FC Chelsea         | 12.146    |
| FC Reading             | 4:0      | Sheffield United   | 14.715    |
| Huddersfield Town      | 1:1      | Leicester City     | 11.945    |
| Queens Park Rangers    | 2:4      | Milton Keynes Dons | 17.081    |
| Bolton Wanderers       | 1:2      | FC Everton         | 18.760    |

#### Wiederholungsspiele
|                | Ergebnis |                   | Zuschauer |
| -------------- | -------- | ----------------- | --------- |
| FC Chelsea     | 4:0      | FC Brentford      | 40.961    |
| Leicester City | 1:2      | Huddersfield Town | 14.517    |

### Fünfte Hauptrunde
Die Auslosung der fünften Hauptrunde fand am 27. Januar 2013 statt.
Die Spiele wurden vom 16. bis 27. Februar 2013 absolviert.
|                    | Ergebnis |                  | Zuschauer |
| ------------------ | -------- | ---------------- | --------- |
| Huddersfield Town  | 1:4      | Wigan Athletic   | 12.117    |
| Milton Keynes Dons | 1:3      | FC Barnsley      | 14.475    |
| Oldham Athletic    | 2:2      | FC Everton       | 9.473     |
| Luton Town         | 0:3      | FC Millwall      | 9.768     |
| FC Arsenal         | 0:1      | Blackburn Rovers | 60.070    |
| Manchester City    | 4:0      | Leeds United     | 46.849    |
| Manchester United  | 2:1      | FC Reading       | 75.213    |
| FC Middlesbrough   | 0:2      | FC Chelsea       | 27.856    |

#### Wiederholungsspiel
|            | Ergebnis |                 | Zuschauer |
| ---------- | -------- | --------------- | --------- |
| FC Everton | 3:1      | Oldham Athletic | 32.688    |

### Sechste Hauptrunde (Viertelfinale)
Die Auslosung des Viertelfinales fand am 17. Februar 2013 statt.
Die Spiele werden am 9. und 10. März 2013 absolviert.
|                   | Ergebnis |                  | Zuschauer |
| ----------------- | -------- | ---------------- | --------- |
| FC Everton        | 0:3      | Wigan Athletic   | 35.068    |
| Manchester City   | 5:0      | FC Barnsley      | 46.738    |
| Manchester United | 2:2      | FC Chelsea       | 75.196    |
| FC Millwall       | 0:0      | Blackburn Rovers | 14.885    |

#### Wiederholungsspiele
|                  | Ergebnis |                   | Zuschauer |
| ---------------- | -------- | ----------------- | --------- |
| FC Chelsea       | 1:0      | Manchester United | 40.704    |
| Blackburn Rovers | 0:1      | FC Millwall       | 8.635     |

## Halbfinale
Die Auslosung des Halbfinales fand am 10. März 2013 statt.
Die Spiele werden am Wochenende des 13. und 14. April 2013 absolviert.
|             | Ergebnis |                 | Zuschauer |
| ----------- | -------- | --------------- | --------- |
| FC Millwall | 0:2      | Wigan Athletic  | 62.335    |
| FC Chelsea  | 1:2      | Manchester City | 85.621    |

## Finale
| Manchester City                                                    | Manchester City | Wigan Athletic | Wigan Athletic | Aufstellung                                      |
| ------------------------------------------------------------------ | --- | --- | -------------- | ------------------------------------------------ |
| Manchester City                                                    | \| Samstag, 11. Mai 2013 um 17:15 Uhr BST in London (Wembley-Stadion) \| \| Ergebnis: 0:1 (0:0) \| \| Zuschauer: 86.254 \| \| Schiedsrichter: Andre Marriner \| \| Spielbericht \|                                                                             | \| Samstag, 11. Mai 2013 um 17:15 Uhr BST in London (Wembley-Stadion) \| \| Ergebnis: 0:1 (0:0) \| \| Zuschauer: 86.254 \| \| Schiedsrichter: Andre Marriner \| \| Spielbericht \|                                                   | Wigan Athletic | Aufstellung Manchester City gegen Wigan Athletic |
| Manchester City                                                    | Joe Hart – Pablo Zabaleta, Vincent Kompany , Matija Nastasić, Gaël Clichy – Samir Nasri (54. James Milner), Gareth Barry (90.+2' Edin Džeko), Yaya Touré, David Silva – Carlos Tévez (69. Jack Rodwell), Sergio Agüero Cheftrainer: Roberto Mancini ( Italien) | Joel Robles – Emmerson Boyce , Antolín Alcaraz, Paul Scharner, Róger Espinoza – James McCarthy, James McArthur, Jordi Gómez (81. Ben Watson) – Callum McManaman, Arouna Koné, Shaun Maloney Cheftrainer: Roberto Martínez ( Spanien) | Wigan Athletic | Aufstellung Manchester City gegen Wigan Athletic |
| Manchester City                                                    | 0:1 Ben Watson (90.+1') | | Wigan Athletic | Aufstellung Manchester City gegen Wigan Athletic |
| Manchester City                                                    | Pablo Zabaleta (59.), Matija Nastasić (74.), Gareth Barry (86.) | Joel Robles (90.+2') | Wigan Athletic | Aufstellung Manchester City gegen Wigan Athletic |
| Manchester City                                                    | Pablo Zabaleta (83.) | | Wigan Athletic | Aufstellung Manchester City gegen Wigan Athletic |
| Samstag, 11. Mai 2013 um 17:15 Uhr BST in London (Wembley-Stadion) | | |                |                                                  |
| Ergebnis: 0:1 (0:0)                                                | | |                |                                                  |
| Zuschauer: 86.254                                                  | | |                |                                                  |
| Schiedsrichter: Andre Marriner                                     | | |                |                                                  |
| Spielbericht                                                       | | |                |                                                  |